# Wymóg oryginalności
Wymóg oryginalności (ang. threshold of originality) – pojęcie używane w systemach prawnych niektórych krajów, służące do odróżniania utworów mogących zostać objętych prawami autorskimi lub ochroną patentową. Sąd Najwyższy USA w roku 1991 stwierdził, że prawa autorskie mogą zostać przyznawane dziełom spełniającym wymóg minimalnego wkładu twórczego, przy czym sam nakład pracy nie może być kryterium uzasadniającym przyznanie praw autorskich.
W myśl tego wyroku prawa autorskie nie mogą obejmować niektórych oczywistych zestawień i przeliczeń, jak np. książka telefoniczna, czy niewypełniony formularz. Jeżeli natomiast dzieło niespełniające wymogu oryginalności zawiera elementy objęte prawem autorskim, tylko te elementy są nim objęte i nie stanowi to przesłanki do przyznania praw autorskich całości dzieła.